# Нове Пастухово
Нове Пастухо́во (рос. Новое Пастухово) — присілок в Якшур-Бодьїнському районі Удмуртії, Росія.
Населення — 5 осіб (2010; 19 в 2002).
Національний склад (2002):
- удмурти — 89 %

## Урбаноніми[3]
- вулиці — Залізнична